# Microsoft Office Communicator
Microsoft Office Communicator — платний клієнт миттєвих повідомлень, що є застосунком з Microsoft Office Communications Server і заміною Windows Messenger, який використовувався в Exchange Messaging Server. Застосунок може розглядатися як корпоративна версія вільного клієнта Windows Live Messenger (раніше відомого як MSN Messenger).

## Можливості
Базові функції включають миттєві повідомлення, Voice Over IP, і відеоконференції всередині програми клієнта. Розширені можливості пов'язані з інтеграцією з іншими програмами Microsoft :
- доступність контактів з календаря Microsoft Outlook, що зберігаються на Microsoft Exchange Server
- перелік контактів може бути отриманий від служби локальних директорій, типа Microsoft Exchange Server
- Microsoft Office може показати інших людей, що зараз працюють з одним документом

Всі комунікації між клієнтами здійснюються через локальний сервер Microsoft Office Communications Server. Це робить спілкування безпечнішим, оскільки повідомленням не треба залишати корпоративний інтранет, на відміну від Windows Live Messenger, який використовує інтернет. Сервер може бути встановлений на подальшу передачу повідомлень наступному серверу іншої мережі миттєвих повідомлень, без потреби встановлювати додаткові застосунки на стороні клієнта.

### Недоліки
Office Communicator використовує власний протокол миттєвих повідомлень. Він може бути незрозумілим для сторонніх клієнтів миттєвих повідомлень, і не може бути використаним в інших службах миттєвих повідомлень. Як альтернатива, з Microsoft Office Communications Server пропонується обмежений вебклієнт.

## Історія
Поточна версія Office Communicator 2007, вона була готова 28 липня 2007 і випущена в жовтні 2007. Office Communicator 2007 є продуктом Innovative Communications Alliance (ICA). Клієнт з повним набором можливостей вимагає 32-бітної Windows Vista, Windows XP з SP2, Windows 2000 з SP4.